# نادي ماكاي
نادي ماكاي الرياضي لكرة القدم (بالبرتغالية: Macaé Esporte Futebol Clube‏) ، هو نادي كرة قدم برازيلي محترف يقع في ماكايه، ريو دي جانيرو. يتنافس الفريق في بطولة كاريوكا، وهي الدرجة الأولى من دوري ولاية ريو دي جانيرو لكرة القدم.
فاز في 2014 بلقب الدوري البرازيلي الدرجة الثالثة.